# Clostridium perfringens
Clostridium perfringens (dříve též C. welchii) je grampozitivní tyčinkovitá anaerobní sporulující bakterie z rodu Clostridium. C. perfringens je v přírodě všudypřítomná a je běžně obsažena v rozkládající se vegetaci, mořském sedimentu, trávicí soustavě člověka i jiných obratlovců, na tělech hmyzu a v půdě.

## Infekční charakteristika
Clostridium perfringens se běžně vyskytuje v infekcích jako benigní složka normální flóry. V tomto případě je její role při onemocnění malá.
Infekce C. perfringens jsou prokázány u nekrózy tkáně, bakteriémie, enfyzematické cholicystitidy a u plynaté sněti, známé též jako klostridiální myonekróza. Toxin vznikající při plynaté sněti je znám jako α-toxin, vstupuje do plazmatické membrány buněk a tvoří v ní díry, které narušují normální funkci buňky.
Po požití se bakterie množí a způsobuje koliku, průjem a někdy i nevolnost.
Účinky C. perfringens na mrtvá těla znají pracovníci v márnicích jako „tkáňový plyn“ a lze je zastavit jen nabalzamováním.

## Otrava jídlem
Ve Velké Británii a USA je bakterie C. perfringens třetí nejčastější příčinou nemocí z potravin. Hlavní útočiště poskytuje bakteriím nedostatečně tepelně upravené maso. Enterotoxin Clostridium perfringens (CPE) způsobující onemocnění je termolabilní (rozkládá se při 74 °C) a lze ho zjistit v nedostatečně tepelně upraveném kontaminovaném jídle a ve fekáliích.
Inkubační doba je 6 až 24 hodin (nejčastěji 10-12 h) po požití kontaminované potravy. Často se jedná o maso, které bylo sice dobře připraveno, ale příliš dlouho před konzumací. Protože C. perfringens tvoří spory, které přežijí teploty při vaření, tyto při dlouhém odstavení jídla vyklíčí a vyvinou se infekční bakteriální kolonie. Mezi typické příznaky nemoci patří břišní křeče a průjem; zvracení a horečka nejsou obvyklé. Stav obvykle vymizí během 24 hodin. Velmi zřídka se objevují smrtelné případy klostridiální nekrotizující enteritidy (též známé jako Pig-Bel) způsobované kmenem „typu C“, který produkuje silně ulcerativní β-toxin. Tento kmen se často vyskytuje v Papui Nové Guineji.
Je pravděpodobné, že mnoho případů otrav jídlem kontaminovaným C. perfringens zůstává subklinických, protože protilátky proti toxinu jsou v populaci běžně rozšířené. To vede k závěru, že většina populace prožila otravu jídlem způsobenou C. perfringens.

## Plynatá sněť
Clostridium perfringens je nejčastějším bakteriálním původcem plynaté sněti.
- Gangréna (sněť) je nekróza tkáně. Plyn produkovaný při tomto procesu tvoří bublinky ve svalové tkáni a zapáchá.
- Po rychlém a destruktivním lokálním šíření (které trvá několik hodin) dochází k systémovému šíření bakterií a bakteriálního toxinu, které může vést k smrti.
- Spory mohou za vhodných podmínek vyklíčit v anaerobní grampozitivní bakterie.
- Jedná se o saprofyty, vyskytují se tedy v půdě, rozkládají rostliny a lidské a zvířecí fekálie.
- Bakterie produkují cytotoxin, který zabíjí buňky.
- Traumatické rány se musí vyčistit. Pokud tak nelze učinit, neměly by se zašívat.
- Spory mohou přežít var. Pro dosažení sterility je nezbytná sterilizace v autoklávu.
- Penicilin zabíjí bakterie, proto je penicilinová profylaxe užitečná při znečištěných ranách nebo po amputacích dolních částí nohou.
- Při zaznamenání klinických příznaků nemoci by se nemělo čekat na laboratorní výsledky.
- Rychlá a odpovídající chirurgická péče je rozhodující pro správnou léčbu.
- Je-li injikovaný adrenalin kontaminován sporami, může dojít ke katastrofální reakcím.
- Bakterie snadno rostou na krevním agaru za anaerobních podmínek a často tvoří zónu hemolýzy.

## Charakteristika kolonie

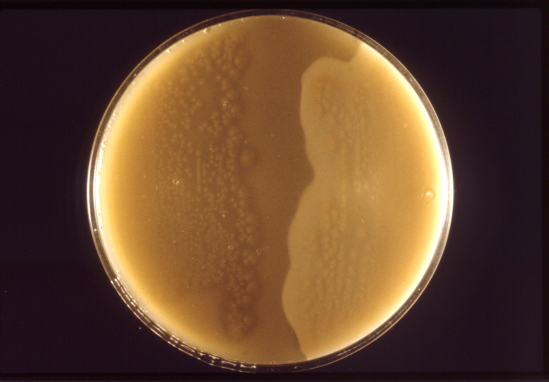
Kolonie C. perfringens na agarové destičce z vaječného žloutku ukazuje bílá sraženina

Na destičkách krevního agaru tvoří anaerobně rostoucí C. perfringens β-hemolytické, ploché, hrubé, průsvitné rozšiřující se kolonie s nerovnými okraji. Naglerova agarová destička obsahující 5 – 10 % vaječného žloutku se používá k identifikaci kmenů produkujících α-toxin, difundující lecitinázu, která interaguje s lipidy ve žloutku a tvoří charakteristickou sraženinu okolo kolonií. Polovina destičky je naočkována antitoxinem pro kontrolu identifikace.